# Radomir Jasiński
Radomir Adam Jasiński (ur. 1975 w Radomiu) – polski specjalista w zakresie fizycznej chemii organicznej, Profesor zatrudniony na Politechnice Krakowskiej im. Tadeusza Kościuszki. W kadencjach 2016–2020 oraz 2021–2024 był prodziekanem Wydziału Inżynierii i Technologii Chemicznej tej uczelni, a w 2017 r. został tam kierownikiem Zakładu Chemii Organicznej. Jest współtwórcą Szkoły Doktorskiej Politechniki Krakowskiej. W latach 2019-2024 był członkiem Rady Szkoły.
Jego zainteresowania naukowe dotyczą eksperymentalnych i kwantowochemicznych studiów nad mechanizmem i selektywnością reakcji cykloaddycji oraz reakcji termicznej eliminacji i przegrupowań sigmatropowych, chemii alifatycznych nitrozwiązków oraz nitronów, estrów kwasów nitronowych, azydków, ylidów i diazozwiązków, syntezy połączeń heterocyklicznych o potencjalnej aktywności biologicznej. Odkrył szereg istotnych mechanizmów organicznych reakcji lub pogłębił i uszczegółowił stan wiedzy w obszarze wielu innych. Jest autorem/współautorem ponad 100 publikacji indeksowanych przez JCR oraz członkiem Polskiego Towarzystwa Chemicznego (w latach 2018-2025 był członkiem zarządu krakowskiego oddziału PTChem) i Radomskiego Towarzystwa Naukowego (wiceprezes Zarządu RTN w kadencji 2022-25r, prezes zarządu od 2025r). Zasiada w komitetach redakcyjnych wydawnictw naukowych: Chemistry of Heterocyclic Compounds, Organics, Current Chemistry Letters, Chemistry & Chemical Technology i Symmetry oraz jest redaktorem naczelnym interdyscyplinarnego periodyku Scientiae Radices. Uniwersytet Stanford w rankingach dotyczących lat 2020-2023 zalicza go do prestiżowego grona TOP 2% najbardziej znaczących naukowców na świecie.